# Paropta
Paropta is een geslacht van vlinders uit de familie van de Houtboorders (Cossidae). De wetenschappelijke naam en de beschrijving van dit geslacht zijn voor het eerst gepubliceerd in 1899 door Otto Staudinger.

## Soorten
- Paropta paradoxus (Herrich-Schäffer, 1851)